# Filip Rožek
Filip Rožek (* 24. května 1976) je český spisovatel, scenárista a autor knihy Gump – pes, který naučil lidi žít, která získala v roce 2020 Cenu čtenářů ve výročních knižních cenách Magnesia Litera. Knihu vydalo v roce 2019 nakladatelství Kontrast a v roce 2021 podle ní natočil režisér F. A. Brabec stejnojmenný celovečerní český film. Napsal také knihu Gump - jsme dvojka.
Rožek od roku 1994 pracoval v médiích na pozicích produkčního či dramaturga redakce zábavy a posléze vyvíjel např. pořady o zvířatech. V roce 2016 založil společně s dalšími organizaci Se psem mě baví svět, která pomáhá opuštěným a týraným psům.

## Publikace
- ROŽEK, Filip. Fína Čokoláda, Tábor: Čokomuzeum, 2018, ISBN 978-80-270-4747-5[2]
- ROŽEK, Filip. Gump – pes, který naučil lidi žít, Praha: Dobrovský, 2019, ilustrace Weronika Gray, ISBN 978-80-7642-492-0[3]
- ROŽEK, Filip. Gump - filmový příběh, Praha: Dobrovský, 2022, ilustrace Weronika Gray, ISBN 978-80-277-1266-3[4]
- ROŽEK, Filip. Gump: Jsme dvojka, Praha: Dobrovský, 2023, ilustrace Lenka Šimková, ISBN 978-80-277-2401-7[5]